# Herrnzell
Herrnzell ist ein Weiler und ein Ortsteil der oberbayerischen Gemeinde Egenhofen im Landkreis Fürstenfeldbruck.

## Geografie
Der Ort liegt circa eineinhalb Kilometer westlich von Unterschweinbach an der Kreisstraße FFB 2.

## Geschichte
Am 1. Mai 1978 wurde Herrnzell als Ortsteil der ehemals selbständigen Gemeinde Unterschweinbach nach Egenhofen eingegliedert.

## Baudenkmäler
- Katholische Filialkirche St. Clemens